# Asunción Villamil
Asunción María Aurora Cagigal Gutiérrez de Ceballos y Gutiérrez Alzaga, conocida artísticamente como Asunción Villamil, (Bilbao, 14 de enero de 1926-Madrid, 25 de diciembre de 2010) fue una actriz española.

## Biografía
Fue uno de los nueve hijos del santanderino Jesús Cagigal Gutiérrez de Ceballos y de su esposa Amelia Gutiérrez Alzaga. Un hermano suyo fue un gran deportista, José María Cagigal Gutiérrez de Ceballos y Gutiérrez Alzaga (1923-1983), el que fundara el primer Instituto Nacional de Educación Física (INEF) en Madrid. Sus otros hermanos fueron: los varones Fernando, Juan José, Jesús y Alberto y las mujeres María del Pilar, María del Carmen, María Isabel y Celia.
Centró su carrera fundamentalmente en teatro y televisión, con puntuales apariciones en cine. Sus inicios se sitúan precisamente sobre los escenarios, donde comenzó su actividad en compañías de aficionados. Desde finales de los años 1950 fue un rostro habitual en la pequeña pantalla, y durante más de dos décadas intervino asiduamente en numerosos espacios dramáticos emitidos por Televisión Española.
En la década de 1980 formó su propia compañía con su marido, el también actor Pablo Sanz (con quien se había casado en 1955, año en el que lo había conocido durante la representación de la obra Los milagros del jornal), con la que interpretaron a los clásicos del Siglo de Oro español.
Está enterrada en el Cementerio de Fuencarral, junto a su esposo.

## Trayectoria en televisión
| - Estudio 1 - Que viene mi marido (15 de mayo de 1981) - Teatro estudio - Las aleluyas del señor Esteve (30 de abril de 1981) - Original - El día menos pensado (10 de junio de 1975) - A través de la niebla - Un solo de violín (17 de enero de 1972) - Visto para sentencia - La deliciosa muerte (28 de junio de 1971) - Páginas sueltas - El club de los corazones antiguos (20 de octubre de 1970) - Personajes a trasluz - Judith (30 de junio de 1970) - Hora once - Compañerismos (8 de junio de 1969) - El crimen de Lord Saville (13 de febrero de 1970) - En familia (13 de marzo de 1970) - La risa española - Ni pobre ni rico, sino todo lo contrario (2 de mayo de 1969) - Teatro de siempre - El zapatero y el rey (7 de julio de 1967) - El inspector (13 de octubre de 1967) - El abanico de Lady Windermere (3 de noviembre de 1967) - Teatro para todos - El cadáver del señor García (11 de julio de 1965) | - Tras la puerta cerrada - El engranaje (14 de mayo de 1965) - Tengo un libro en las manos (1 episodio) - Vidas paralelas (17 de marzo de 1964) - Teatro de familia - Nada más que dos viejos (11 de febrero de 1964) - Novela - Robo en el subexpreso (27 de mayo de 1963) - El caso del visitante (16 de junio de 1963) - Los cinco invitados (6 de abril de 1964) - Algo inesperado (13 de diciembre de 1965) - Las aventuras de Tom Sawyer (27 de diciembre de 1965) - Leyenda de Navidad (19 de febrero de 1966) Elizabeth - Tom Sawyer, detective (11 de julio de 1966) - La Marquesa (29 de agosto de 1966) - El alba y la noche (10 de octubre de 1966) - El Cardenal de Castilla (14 de agosto de 1967) - Nunca llueve a gusto de todos (18 de marzo de 1968) - Fue en Molokai (1 de abril de 1968) - Biografía de Goya (16 de junio de 1969) - Eugenia Grandett (3 de noviembre de 1969) - El otro yo del fiscal Hallers (19 de enero de 1970) - Persuasión (14 de febrero de 1972) - El invitado (27 de marzo de 1972) - La condesa de Bureta (17 de julio de 1972) - Martín Rivas (13 de noviembre de 1972) - Ecos de sociedad (2 de mayo de 1977) - La tortuga perezosa (1961-1963) |